# IBM 701

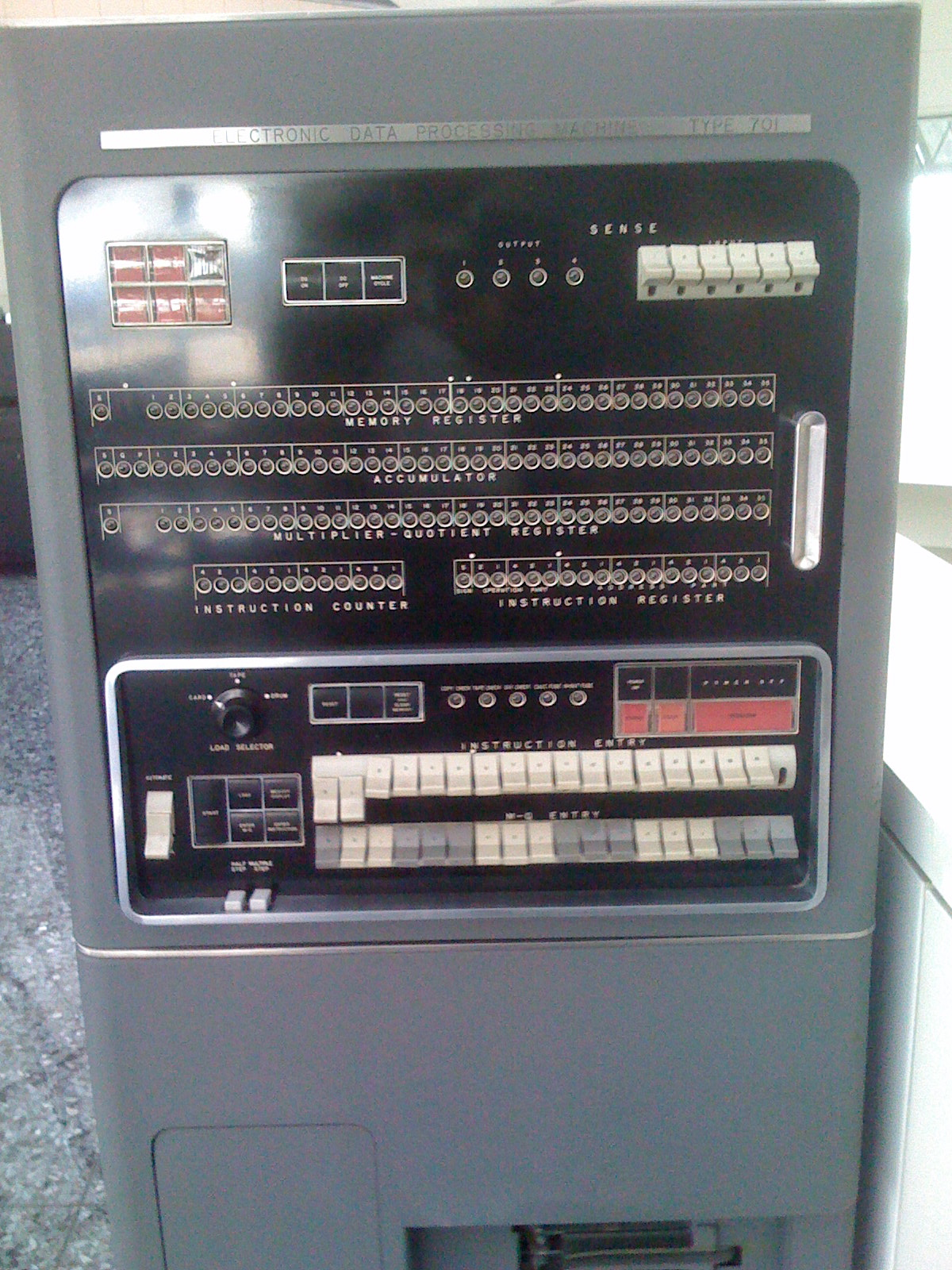
Consola del operador del IBM 701

IBM 701, conocido como la "calculadora de Defensa" mientras era desarrollado, fue anunciado al público el 21 de mayo de 1952 y era la primera computadora científica comercial de IBM. Sus hermanos en la computación de oficina eran el IBM 702 y el IBM 650. Durante los cuatro años de producción se vendieron 20 unidades.

## Características

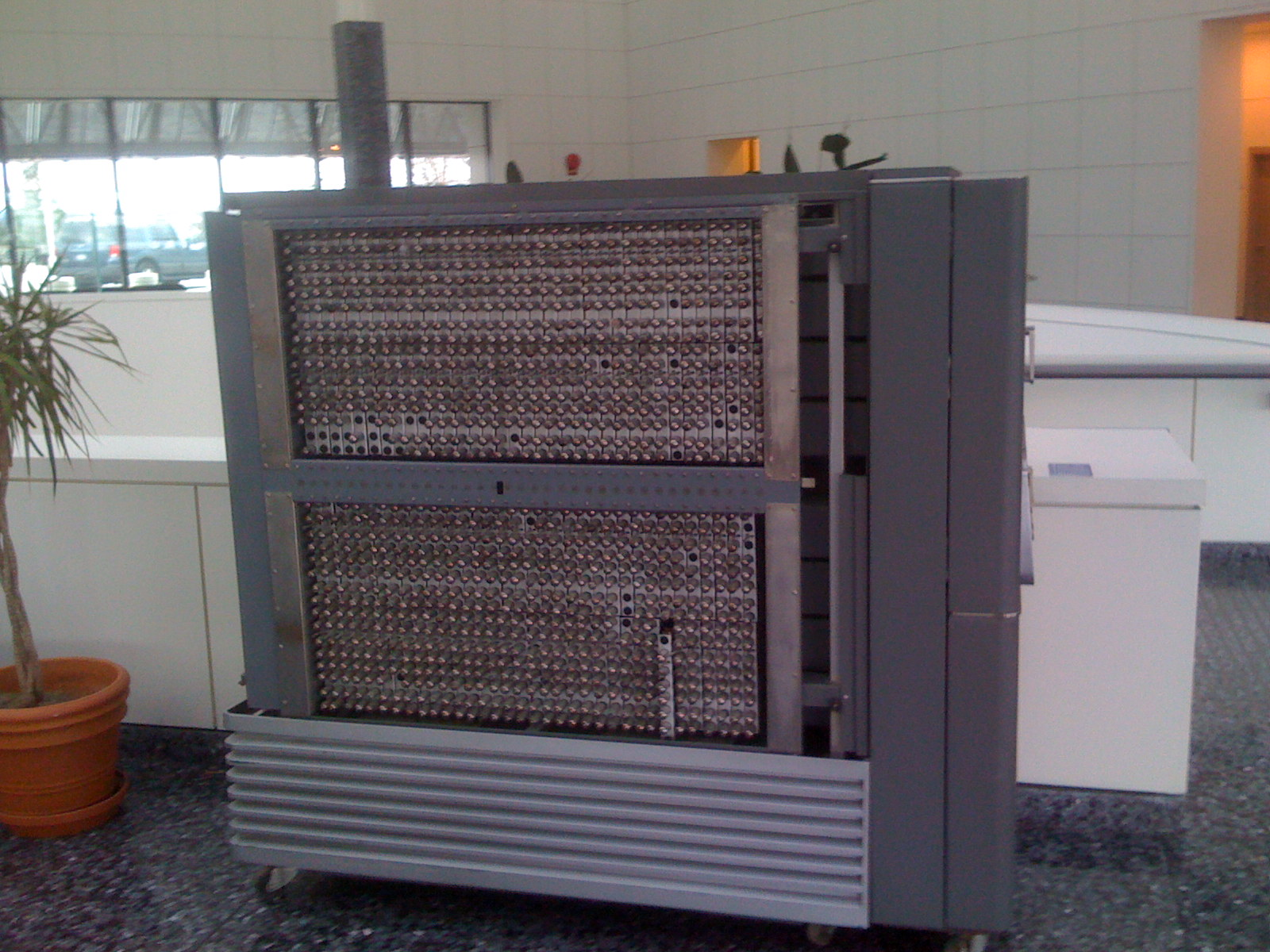
Chasis del procesador del IBM 701

El sistema utilizó tubos Williams para la memoria, consistiendo en 72 tubos con una capacidad de 1024 bits, dando una memoria total de 2048 palabras de 36 bits cada uno. Cada uno de los 72 tubos eran de 76 mm de diámetro. 
La memoria se podía ampliar a un máximo de 4096 palabras de 36 bits por la adición de un segundo sistema de 72 tubos o sustituyendo la memoria entera por memoria de núcleos magnéticos. El tiempo de acceso de la memoria de tubos y de la de núcleo de ferrita era 12 microsegundos. La memoria de tubos necesitaba "refrescarse" periódicamente. Una operación entera de suma tomaba 5 ciclos de máquina de 12 microsegundos (60 microsegundos), multiplicaba y dividía en 38 ciclos de la máquina de 12 microsegundos (456 microsegundos).

## Instrucciones y Datos
Las instrucciones eran de 18 bits de largo, de direccionamiento simple.
- Signo (1 bits) - dirección del operando de palabra entera (-) o media palabra (+)
- Opcode (5 bits) - 32 instrucciones
- Dirección (12 bits) - 4096 direcciones de media palabra

Los números eran 36 bits o 18 bits de largo, consigno, coma fija.
IBM 701 tenía solamente 2 registros accesibles por el programador:
- El acumulador tenía 38 bits de largo (agregando 2 bits de desbordamiento).
- El multiplicador/cociente tenía 36 bits de largo.

## Componentes
El sistema IBM 701 estaba compuesto por las siguientes unidades:
- IBM 701 - Unidad Central de Proceso (CPU)
- IBM 706 - Unidad de Almacenamiento Electroestático (2048 palabras en tubos Williams)
- IBM 711 - Lectora de Tarjetas Perforadas (150 Tarj./min.)
- IBM 716 - Impresora (150 Líneas/min.)
- IBM 721 - Perforadora de Tarjetas (100 Tarj./min.)
- IBM 726 - Unidad de Cinta Magnética (39 Bits/cm)
- IBM 727 - Unidad de Cinta Magnética (78 Bits/cm)
- IBM 731 - Tambor Magnético
- IBM 736 - Fuente de energía N.º 1
- IBM 737 - Unidad de Núcleos Magnéticos (4096 palabras en memoria de núcleos de ferrita)
- IBM 740 - Grabadora de la Salida de los Tubos de Rayos Catódicos (CRT)
- IBM 741 - Fuente de energía N.º 2
- IBM 746 - Unidad de Distribución de Energía
- IBM 753 - Unidad de Control de Cinta Magnética (controlaba hasta diez IBM 727s)

Se instalaron diecinueve sistemas IBM 701. La Universidad de California en Livermore desarrolló un lenguaje con su sistema de compilación y ejecución para su IBM 701, llamado el "KOMPILER". IBM no desarrolló un compilador FORTRAN hasta la aparición del IBM 704.
El 701 puede reclamarse ser el primer computador que demostró el potencial de la inteligencia artificial con el juego de Damas de Arthur Samuel.
El sucesor del 701 fue el IBM 704, que estaba equipado con registros, introducido 4 años después del 701; sin embargo, el 704 incrementó el tamaño de las instrucciones de 18 bits a 36 bits para soportar las características adicionales.